# Jack Swigert
John Leonard „Jack“ Swigert, Jr. (* 30. August 1931 in Denver, Colorado; † 27. Dezember 1982 in Washington, D.C.) war ein amerikanischer Astronaut. Er ist vor allem dafür bekannt, an der Mission Apollo 13 teilgenommen zu haben. 
Swigert war ein Testpilot bei der North American Aviation, bevor er zur NASA kam. Er diente bei der Air Force von 1953 bis 1956 und als Kampfpilot in Japan und in Korea. Von 1957 bis 1964 war er Testpilot bei Pratt & Whitney.
Swigert war einer der 19 Astronauten, die von der NASA im April 1966 ausgewählt wurden. Er war ein Mitglied der Unterstützungsmannschaft für die Missionen Apollo 7 und Apollo 11. Zunächst war Swigert nur ein Mitglied der Ersatzmannschaft für die Apollo 13, ersetzte jedoch 72 Stunden vor dem Start der Apollo-13-Mission im April 1970 den Kommandokapselpiloten Ken Mattingly, nachdem die Ärzte für diesen den Ausbruch der Röteln vorhergesagt hatten. Während des Fluges von Apollo 13 zum Mond kam es zur Explosion eines Tanks, wodurch die geplante Mondlandung aufgegeben werden musste. Technische Improvisation war nötig, um die drei Besatzungsmitglieder in ihrem beschädigten Raumfahrzeug lebend zur Erde zurückzubringen. Mit Swigert war damit zufällig ausgerechnet der Astronaut an Bord der Apollo 13, der sich am besten mit den Notfallmaßnahmen in der Apollo-Kommandokapsel auskannte, da er persönlich an der Ausarbeitung der entsprechenden Prozeduren beteiligt gewesen war.
Swigert meldete den der Explosion folgenden Spannungsabfall beim Kontrollzentrum der Raumfahrtmission mit den Worten „Okay, Houston, we’ve had a problem here.“ Auf Nachfrage des Kontrollzentrums in Houston wiederholte sein Kollege Jim Lovell, der Kommandant des Raumflugs, diese Meldung. In der Verfilmung der Mission wurde die Aussage von dem Schauspieler Tom Hanks mit den leicht abweichenden Worten „Houston, we have a problem“ wiedergegeben. Die Nüchternheit der Aussage, die im Gegensatz zur lebensbedrohlichen Situation stand, in die die Astronauten durch die Explosion geraten waren, machte den Ausspruch dann auch populär, der seitdem zur untertreibenden Kommentierung eines unvorhergesehenen, großen Problems verwendet wird.
Unmittelbar nach der Landung wurde Swigert wie die anderen beiden Astronauten von der Apollo 13 durch den Präsidenten Richard Nixon mit der Presidential Medal of Freedom ausgezeichnet, eine der beiden höchsten zivilen Auszeichnungen der USA.
Swigert nahm im April 1973 einen Urlaub von der NASA, um Executive Director des Wissenschaftsausschusses im Repräsentantenhaus der Vereinigten Staaten zu werden. Er verließ die NASA und den Ausschuss im August 1977, um sich in der Politik zu engagieren. 1979 wurde er der Vizepräsident der BDM Corporation in Golden. Im November 1982 wurde er für die Republikanische Partei als Abgeordneter des 6. Distrikts von Colorado ins Repräsentantenhaus gewählt. Er starb am 27. Dezember 1982 an Knochenkrebs, bevor er das Amt antreten konnte. Daniel Schaefer erhielt bei der folgenden Nachwahl sein Mandat.
Seit 1997 steht eine Statue von Swigert in der National Statuary Hall Collection im Kapitol von Washington.

## Besonderheiten und Rekorde
- Swigert war der erste Junggeselle der NASA im Weltall.
- Gemeinsam mit Jim Lovell und Fred Haise erreichte er während der Apollo-13-Mission die weiteste Entfernung eines Menschen von der Erde (401.056 km).
- Im Hollywood-Film Apollo 13 von 1995 wurde er von Kevin Bacon dargestellt.